# Львівський національний академічний театр опери та балету імені Соломії Крушельницької
Львівський національний академічний театр опери та балету імені Соломії Крушельницької — театр опери і балету у Львові, в історичному центрі міста, на проспекті Свободи, 28. Названий на честь відомої української оперної співачки Соломії Крушельницької.

## Історія

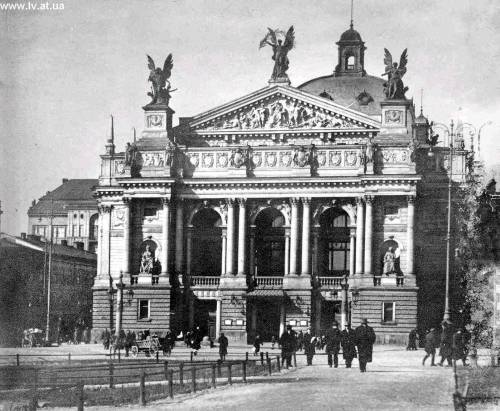
1928 рік

Будівництво театру розпочалось у червні 1897 року за проєктом архітектора Зиґмунта Ґорґолевського — автора багатьох монументальних споруд Польщі й Німеччини.
Відкрився театр для глядачів 4 жовтня 1900 р. прем'єрою лірико-драматичної опери «Янек» Владислава Желенського — про життя карпатських верховинців. Головну партію співав український тенор Олександр Мишуга. В урочистому відкритті брали участь письменник Генрик Сенкевич, композитор Ігнацій Ян Падеревський та делегації з різних європейських театрів.

### Австро-Угорщина, ЗУНР, Польща
Театр іменувався Великий міський театр і працював до 1934 року. Репертуар включав опери «Тангейзер», «Лоенгрін» та «Перстень Нібелунга» Ріхарда Ваґнера, «Травіата», «Трубадур» Джузеппе Верді, «Кармен» Жоржа Бізе, «Лючія ді Ляммермур» Гаетано Доніцетті, «Фауст» Шарля Гуно, «Євгеній Онєгін» Петра Чайковського, «Борис Годунов» Модеста Мусоргського та інші. 1921 року була поставлена перша балетна вистава — «Лебедине озеро» Петра Чайковського.
У 1934 році театр був закритий через фінансову скруту. В грудні 1939 року із входженням Львівського воєводства до складу СРСР Великий міський театр було перейменовано на Львівський державний театр опери та балету з підпорядкуванням його Міністерству культури УРСР. Реорганізовано оркестр, хор, балетну трупу, серед солістів опери з'явилися нові імена — випускники Київської, Харківської та Одеської консерваторій. Репертуар театру збагатився операми українських композиторів — «Наталка Полтавка» Миколи Лисенка і «Запорожець за Дунаєм» Гулака-Артемовського. Протягом 1939–1941 років диригентами були Лев Туркевич, Маріан Альтенберг.

### Під час Другої світової війни
У 1939–1945 роках театр пережив встановлення окупаційної влади (спочатку російської, потім — німецької) і остаточне включення Західної України до УРСР.
У воєнні роки театр продовжував працювати, сезон 1941–42 років був відкритий оперою «Запорожець за Дунаєм», пізніше ставились опери переважно італійських та німецьких композиторів.
13–14 березня 1943 року театр гастролював у Дрогобичі.

### Повоєнні роки (CPCP)
У повоєнні роки репертуар театру збагатився операми та балетами українських композиторів — Миколи Лисенка, Михайла Вериківського, Бориса Лятошинського, Анатолія Кос-Анатольського, Костянтина Данькевича, Мирослава Скорика та ін.
У сторіччя від дня народження Івана Франка (1956 р.) театру було надано його ім'я. 1961 року театр одержав статус Академічного. 1973 року на фасаді встановлено меморіальну табличку, яка сповіщала про проведення 1939 року в будівлі театру Народних Зборів Західної України.
Наприкінці 1970-х років театр закрився на реставрацію. В ньому було зміцнено фундаменти, переплановано підвальні приміщення, реконструйовано сценічні механізми, що дало можливість облаштувати на сцені 4 плунжери для спорудження декорацій на різних рівнях. У нішах фоє було встановлено погруддя Т. Шевченка, І. Франка, А. Міцкевича, О. Пушкіна, а в нішах дзеркального залу — М. Лисенка, С. Гулака-Артемовського, М. Глінки, П. Чайковського, виконані скульпторами Е. Миськом, Я. Чайкою, Й. Садовським, О. Пилєвим. Оновлений театр відкрився у 1984 році.

### Роки незалежної України

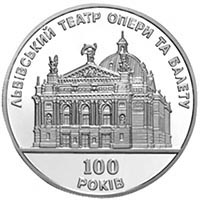
Ювілейна монета НБУ «100 років Львівському театру опери та балету»

У травні 1999 р. театр став важливим об'єктом Шостої Зустрічі Президентів країн Центральної Європи у Львові: Болгарії — Петер Стоянов, Румунії — Еміль Константінеску, Угорщини — Арпад Генц, Австрії — Томас Клестіль, Словенії — Мілан Кучан, Чехії — Вацлав Гавел, Німеччини — Роман Герцог, України — Леонід Кучма та Польщі — Александр Квасневський. Ця історична зустріч президентів сприяла другому оновленню театру. В тому ж році до саміту президентів Центральної Європи будівля театру /інтер'єр та екстер'єр/ були оновлені з використанням сучасних матеріалів та технологій.

Зображення Львівського оперного театру на 20-гривневій банкноті зразка 2003 року

У 2000 році театр святкував 100-річний ювілей. Було вирішено, що Указ про надання театрові імені Івана Франка «втратив чинність», і тому його замінили на ім'я Соломії Крушельницької. 5 жовтня 2005 року в дзеркальному залі перед працівниками театру Президент України Віктор Ющенко, відзначаючи великі заслуги всього колективу, високий виконавський рівень солістів, хору та оркестру, оголосив про надання театрові статусу Національного.
Світовою прем'єрою була постановка «Мойсей» Мирослава Скорика, що відбулася у дні візиту Папи Івана Павла ІІ до України у 2001 році.
У квітні 2006 року відбулися гастролі колективу в Катарі, де трупа Львівського оперного театру під керуванням головного диригента Михайла Дутчака виконала оперу Джузеппе Верді «Травіата».
У 2008 році Львівський національний академічний театр опери та балету став членом асоціації «Опера Европа».
У дзеркальному залі театру були встановлені скульптурні портрети видатних українських співаків першої половини ХХ століття Соломії Крушельницької, Олександра Мишуги, Модеста Менцинського; видатного українського сценографа другої половини ХХ століття, народного художника України Євгена Лисика та диригента Ярослава Вощака.
26 серпня 2016 року, з нагоди завершення року праведного Андрея Шептицького, у Львівській опері урочисто освятили барельєф Митрополита. Чин освячення звершив глава УГКЦ Блаженніший Святослав Шевчук. Барельєф духовному лідерові, меценатові і громадському діячеві Митрополиту УГКЦ Андреєві Шептицькому розміщений у фоє оперного театру поруч із барельєфом Папі Римському Іоанну Павлу II. Завершення року Андрея Шептицького цього ж дня відзначили концертною програмою.

## Історія будівництва та реконструкцій

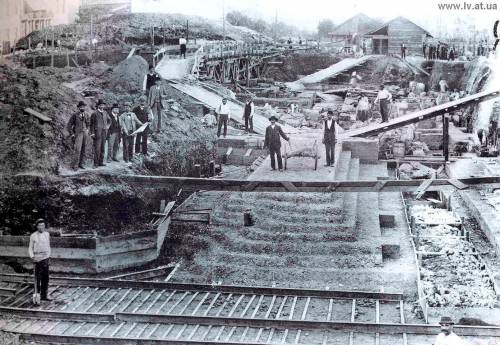
Будівництво театру

1892 року закінчувався 50-літній привілей на використання містом давнього театру, що належав фундації Станіслава Скарбека. Задовго до цієї дати розпочали пошуки місця під будівництво нового міського театру. У Політехнічному товаристві Львова відбувалася публічна дискусія. Розглядали ділянки на місці колишнього Низького замку, площі Святого Духа (нині площа Підкови), площі Голуховських, парку Костюшка (нині парк ім. Івана Франка), площі Смольки (нині Генерала Григоренка), площі Галицької, Губернаторських Валів (територія між вулицями Винниченка і Підвальною). Кожна з ідей упиралася в потребу викупу доволі дорогих ділянок, часто зі знесенням вже існуючих споруд, таких як, наприклад, дім Зиберта (нині відомий як готель «Відень»), палацу Бесядецьких, Порохової вежі з гімназією чи частини оборонних споруд бернардинського монастиря. При цьому цінність пам'яток не брали до уваги (характерна особливість містобудівних проєктів того часу). Але брак коштів унеможливив будь-який із варіантів.
1894 року місто отримало позику в 10 млн крон, з яких 700 000 планували витратити на будівництво театру. Для цього зрештою було обрано площу Голуховських, що, зокрема, визначалося тим, що ділянка повністю належала місту. 12 липня 1895 року був оголошений конкурс із доволі специфічними умовами — проєкт мав бути виконаний лише «архітекторами польської та руської національності». Останній термін надсилання проєктів — 1 січня 1896 року. Журі складалося з 11 членів, серед яких, зокрема президент міста Едмунд Мохнацький та 6 архітекторів, обраних міською радою. На конкурс надійшло лише два проєкти, які розглядали без розкриття авторства під умовними «гаслами». Першу премію присуджено проєктові Зиґмунта Ґорґолевського, хоч із поважними засторогами щодо переробки. Оскільки Горголевський займав посаду директора цісарсько-королівської Державної промислової школи у Львові, щоб уникнути звинувачень про зловживання службовим становищем, свій проєкт він спочатку надіслав у Лейпциг, звідки вже анонімно його переслали до Львова. Не бажаючи прийняти поразку, суперник по конкурсу Ян Завейський ініціював активну громадську дискусію. З цього приводу відбулося два засідання Політехнічного товариства за участі Завейського і провідних львівських архітекторів. Було прийнято рішення модифікувати обидва проєкти і повторно розглянути. Після модифікації перевагу Горголевського було лише підтверджено. Після цього продовжувалося внесення змін до проєкту, які однак хоч і були численними, але загало́м не змінили вигляду майбутнього театру. На вулиці Сонячній, 6 (нинішня Куліша) за проєктом Горголевського спільно з Іваном Левинським було також заплановано будівництво дому для зберігання декорацій. 1898 року для уточнення питань пластичного декорування фасадів скульптор Петро Гарасимович виготовив гіпсову модель.
На початку будівництва гостро постало питання фундаментів. Через складні геологічні умови випробування ґрунту тривало довго. Точка зору фахівців магістрату, які пропонували будівництво на стрічковому фундаменті, принципово розходилася з позицією членів Політехнічного товариства, яке вважало такий спосіб ненадійним і пропонувало два альтернативні проєкти фундаментів, що загрожувало підняттям вартості будівництва майже на 25 %. Однак рішення залишалось за магістратом, і 5 червня 1897 року було розпочато земляні роботи, а від 21 серпня 1897 — бетонування. Детальний проєкт фундаменту та керівництво бетонуванням виконав професор Львівської політехніки Ян Богуцький. 26 січня 1898 року на засіданні Політехнічного товариства він виголосив доповідь про хід робіт, де вкотре критиками був атакований сам задум стрічкових фундаментів. Земляні, мулярські, каменярські роботи та бетонування доручено фірмі Івана Левинського, асфальтову гідроізоляцію виконало підприємство Станіслава Лишкевича. Бляхарські роботи виконала львівська фірма Генрика Богдановича, металеві конструкції перекриттів виготовлено на вагонному заводі в Сянку. Систему вентиляції встановила фірма «Johannes Haas» із Відня спільно з львів'янином Владиславом Нємекшею. Нагляд за роботами здійснював особисто Зиґмунт Ґорґолевський за участі випускників краківської Промислової школи, з яких найдовше на будмайданчику працював Ян Новорита — в майбутньому відомий архітектор Львова і Катовиць. Усе внутрішнє оздоблення також виконано за проєктом Ґорґолевського, але тут керівником робіт був Марцелій Гарасимович. Живописні та скульптурні роботи доручено окремо запрошеним митцям, зокрема скульпторам Антонію Попелю, Петрові Війтовичу, Тадеушеві Барончу, Тадеушу Вісньовецькому, Юліушеві Белтовському, Юліанові Марковському.

## Будівля театру
Міський театр став однією з найвизначніших споруд Львова, збудованих наприкінці періоду, який в історії архітектури характеризується як «історизм», або «еклектика». Стилістично споруда належить до неоренесансу та необароко. Присутні також елементи модерну. Застосовано велику кількість форм обидвох стилів та рясне скульптурне декорування. Ретельно опрацьовані і декоровані усі фасади, а не лише головний, оскільки споруда не входить у жодну лінійну забудову і має достатньо добрий круговий огляд. Будівля на залізобетонному фундаменті і кам'яному цоколі збудована переважно з цегли. У перекриттях застосовано залізобетонні конструкції. Займає територію розмірами 45×95 м. Застосовано сучасні станом на 1900-й рік інженерні рішення у комунікаціях, будівлю повністю електрифіковано фірмою Siemens & Halske.
Наприкінці 2013 року будівлю обладнали спеціальною підйомною платформою, яка уможливлює самостійне відвідування опери людьми в інвалідних візках.

### Екстер'єр

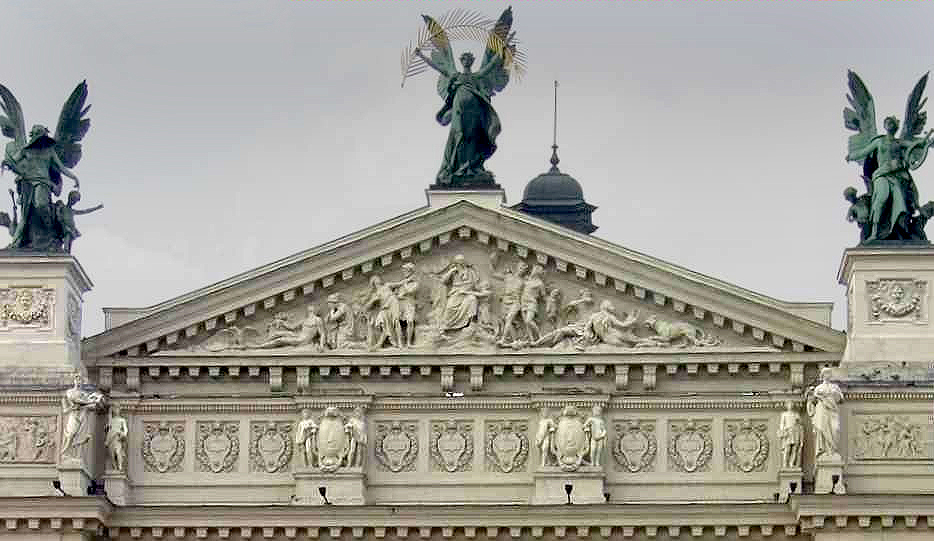
Фронтон і фриз театру

Основою головного фасаду є складний портик, опертий на коринфських колонах колосального ордеру і потрійній аркаді, архівольти якої в свою чергу стоять на іонічних колонах. Уся будівля і зокрема головний фасад має почленований глибоким горизонтальним рустом перший ярус. Три входи влаштовані у нішах. Входи фланкуються тосканськими колонами, також заглибленими у ніші. Портик вінчає утворений гербовими щитами фриз і трикутний, багато декорований скульптурою фронтон.
Найбільш декорованою частиною головного фасаду є поле трикутного фронтону розмірами 4,2×20 м. Його прикрашає скульптурна композиція Антонія Попеля «Радощі та страждання життя». Виготовлена з гідравлічного вапна з домішками цементу. На краях фронтону розміщені дві бронзові скульптурні групи з крилатими символічними постатями. Зліва — «Комедія і драма», справа — «Музика». На вершині — статуя «Слави» з позолоченою пальмовою гілкою піднятою над головою. Гілка символізує нагороду тим, хто присвятив себе мистецтву. Усі скульптури авторства Петра Війтовича.
З двох боків під куполом також розміщено бронзові скульптурні групи Едварда Подгурського. Під фронтоном проходить фриз із гербових щитів з прізвищами відомих польських акторів, виконаний Едмундом Плішевським за ескізами Ґорґолевського. Фриз двічі розривається парними постатями муз, виконаних Антонієм Попелем, Тадеушем Вісньовецьким, Юліушем Белтовським та Юліаном Марковським. Між статуями муз уміщено барельєфи міфологічної тематики. В архівольтах арок лоджії розташовано алегоричні фугури авторства Станіслава Вуйцика. Замкові камені арок виконані у вигляді голів левів. На краях другого ярусу головного фасаду в півциркульних, завершених конхами нішах встановлено дві триметрові сидячі алегоричні статуї з полянського пісковика. Зліва жінка з маскою авторства Антонія Попеля уособлює Комедію, справа жінка з ножем — Трагедію, скульптор Тадеуш Баронч. Дах театру двосхилий, над сценою влаштовано чотирикутний у плані купол. Наріжні вежечки купола — це замасковані вихідні вентиляційні отвори. Масивні обеліски тильного фасаду — замасковані комини.
Скульптура «Слави» була створена відомим польським скульптором, українського походження Петром Війтовичем у 1899 році. Її встановлення стало частиною масштабного проєкту прикраси оперного театру, який втілював дух епохи та культурні амбіції Львова. Архітектурна концепція оперного театру належала відомому польському архітектору Зигмунту Горголевському, який прагнув поєднати класичні та модерністські елементи для підкреслення краси і величі споруди.

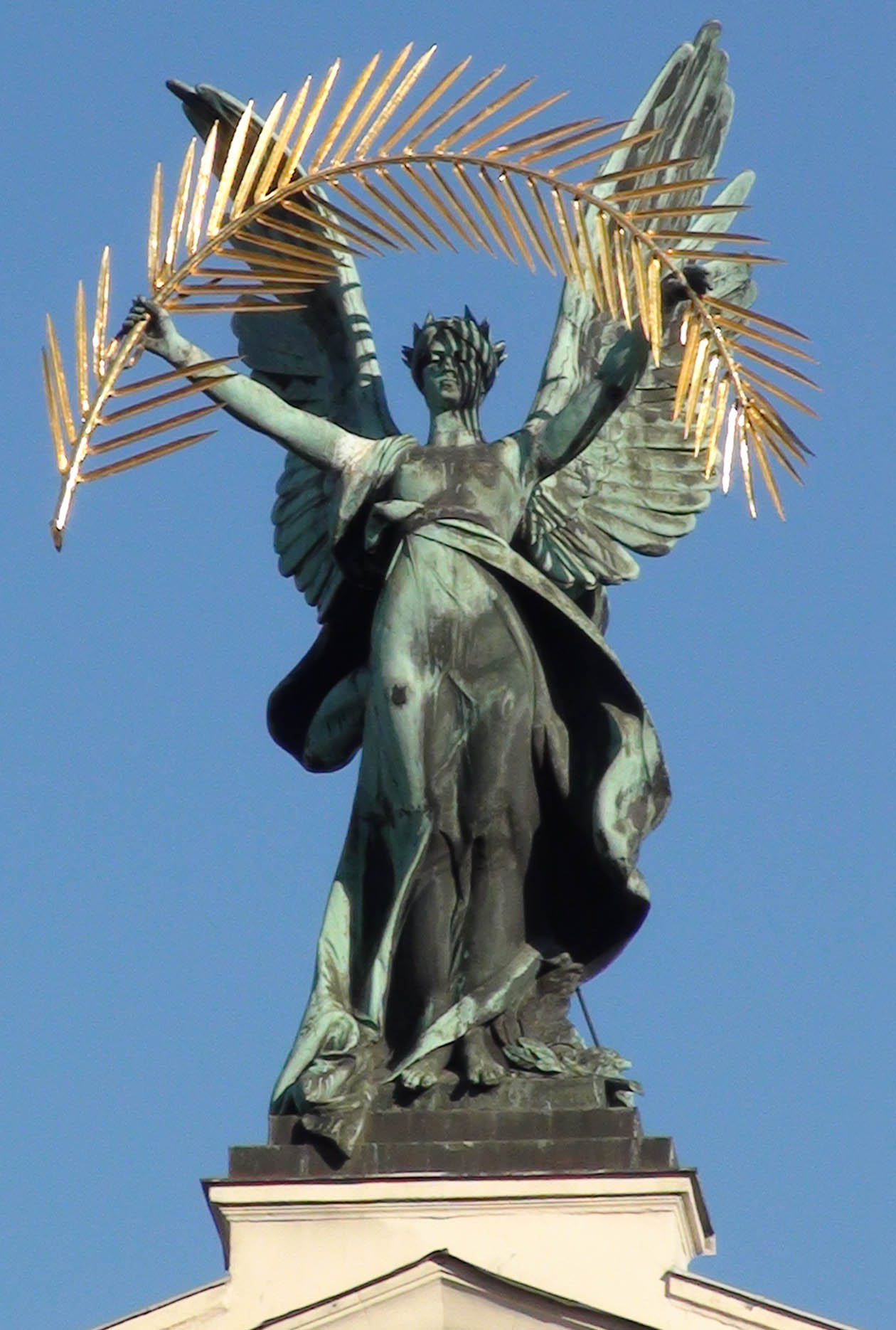
Скульптура «Слави»

Скульптури Війтовича прикрашають чимало відомих будівель Львова, а також архітектурні споруди у Відні, Будапешті та інших европейських містах. 
Скульптура «Слави» зображує жінку з лавровим вінком у руці, яка стоїть на вершині фасаду будівлі, символізуючи тріумф та натхнення. Лавровий вінок є традиційним символом слави та перемоги, що додає філософського і символічного змісту в композицію. Композиційно «Слава» гармонійно поєднана з іншими скульптурними групами на фасаді театру, створюючи відчуття завершеності й монументальності архітектурного задуму. Існує також інша версія символізму композиції. Львівський професор, що викладав гінекологію та акушерство, звернув увагу на округлість статуї життя й припустив, що вона зображена на четвертому місяці. Щоб підтвердити це, він разом зі скульпторами звернувся до натурниці, яка позувала для скульптури, і та підтвердила його здогадку. Отже, статуя «Слави» на фасаді Львівського оперного театру символізує не тільки тріумф, а й жіночу плідність та життєдайну силу.
Скульптура «Слави» є уособленням культурного розвитку Львова на межі ХІХ та ХХ століть, символом досягнень і натхнення для українського народу.  Вона акцентує значущість мистецтва в житті суспільства і підкреслює роль Львова як культурного центру. Скульптура «Слави» залишається популярною серед туристів і містян, що не тільки робить її візитівкою Львова, але й підтверджує важливість збереження та популяризації української культури.

### Інтер'єр

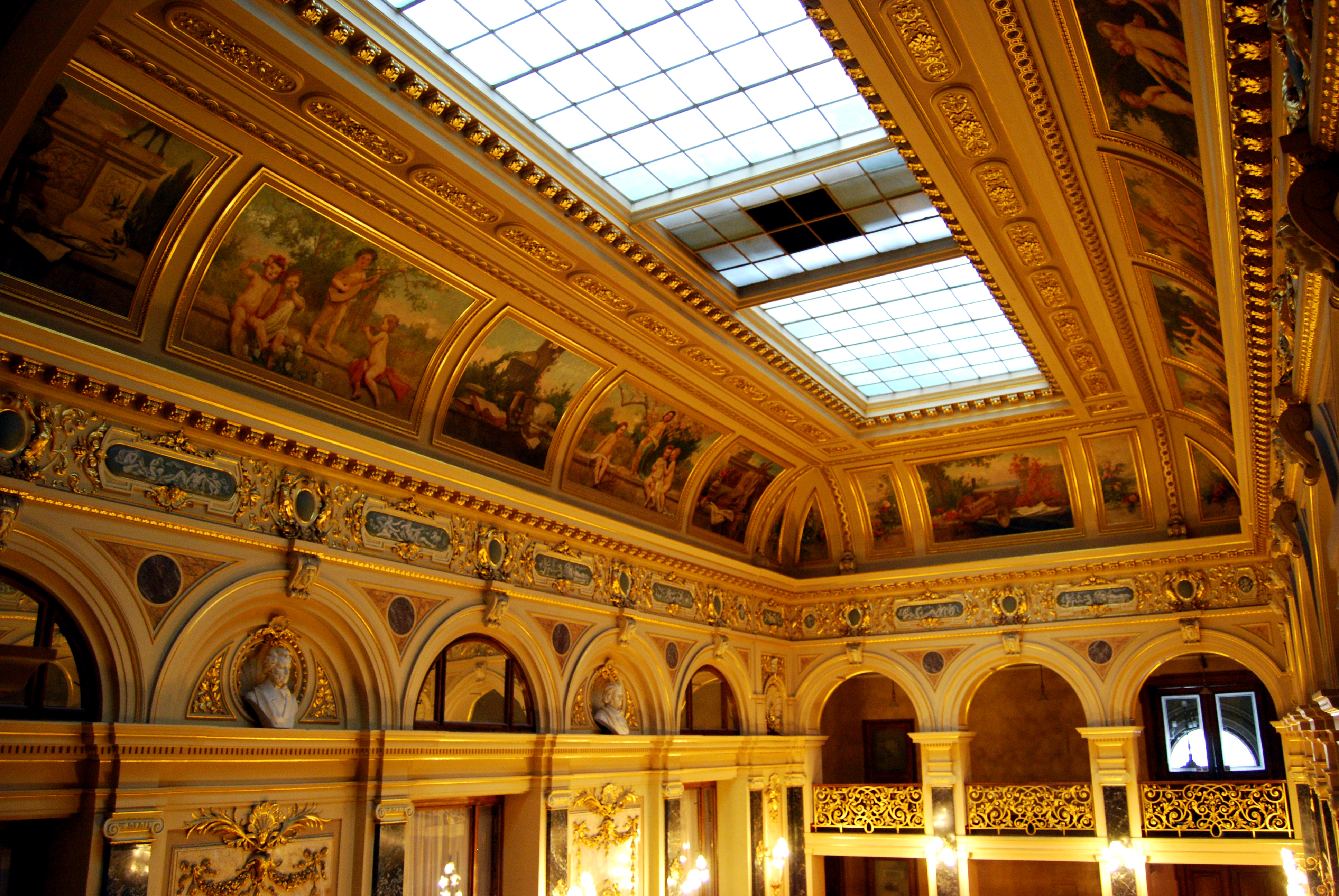
Вестибюль (стеля)

Проєкт інтер'єру театру також виконав Зиґмунт Ґорґолевський. Живопис та скульптура створені цілою плеядою тогочасних живописців та скульпторів. Для збереження цілісності задуму і стилістичної єдності творів мистецтва, для кількох основних приміщень було призначено художніх керівників. Дискусійним було питання живописної техніки — фресковий живопис, темпера, казеїнові фарби, енкаустика чи мінеральні фарби кайма. Врешті театральним комітетом обрано техніку олійного живопису на бельгійському полотні, яке в подальшому було наклеєне на бетонні стіни та склепіння.

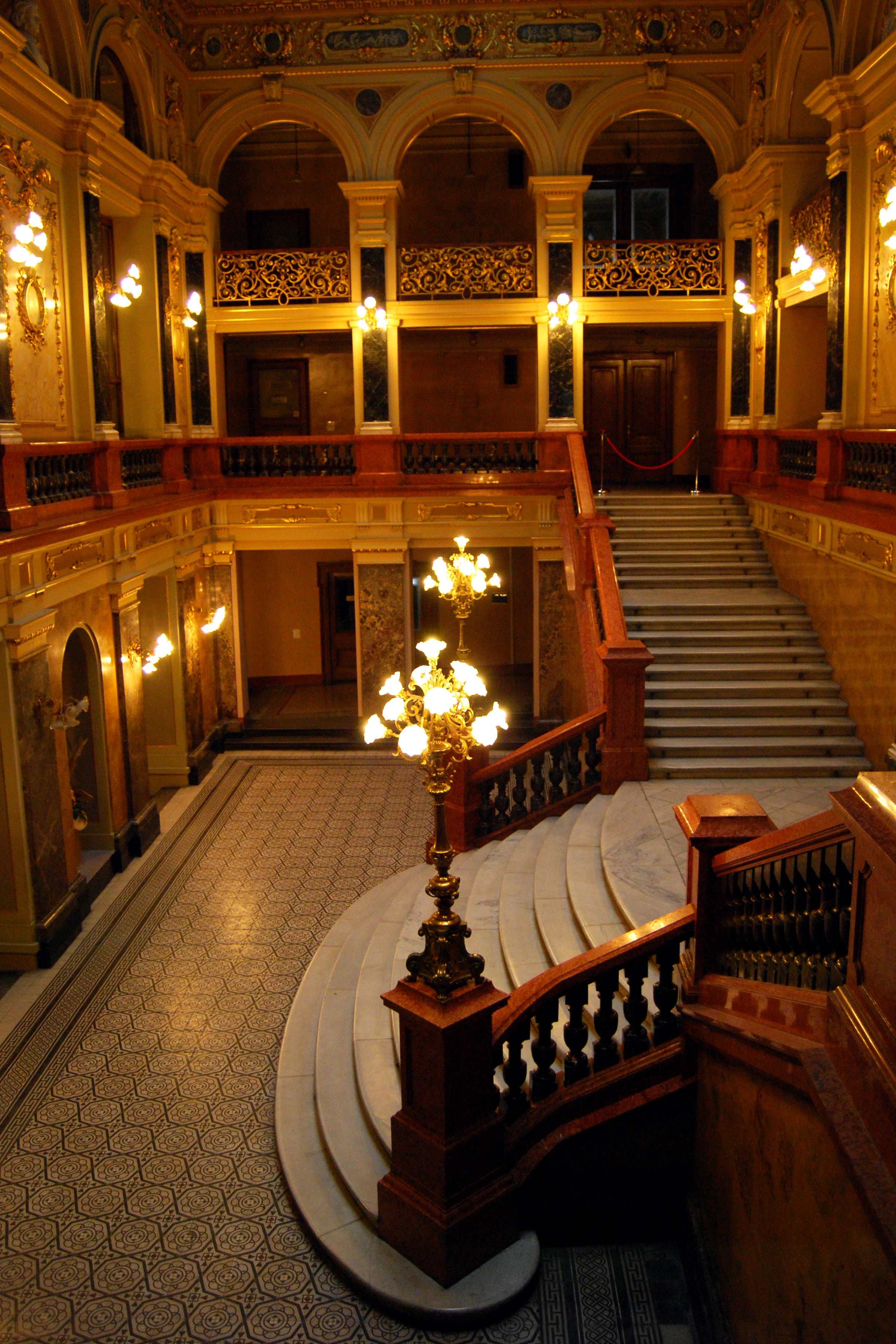
Вестибюль
Через троє дверей головного входу відвідувачі потрапляють у передсінок із касами, а далі — у вестибюль зі сходовою кліткою. Приміщення прямокутне в плані і має висоту 18,5 м. Вестибюль вирішений у формі двоярусних і триповерхових лоджій, згрупованих навколо єдиного об'єму освітленого денним світлом через велике багатосекційне дахове вікно («ліхтар»). Нижній ярус опирається на стовпи з доричними пілястрами. Другий — двоповерховий, утворений аркадою на іонічних пілястрах. Балюстради другого поверху кам'яні, а на третьому — металеві. На другий поверх ведуть сходи, перший марш яких розміщений на осі приміщення. Під стелею над аркадою усе приміщення по периметру оперезане фризом зі стюковою ліпниною і камеями, що символізують Страждання, Самопожертву, Волю, Радість, Смуток, Тріумф краси, Тріумф танцю. Автор камей — скульптор Едвард Печ. Стюкове оздоблення вестибюля виконала італійська фірма «Detoma». Керівником художнього оформлення вестибюля був Тадеуш Попель.
1984 року в овальних нішах чотирьох глухих арок встановлено погруддя Шевченка (скульптор Яків Чайка), Франка (Еммануїл Мисько), Міцкевича (Йосип Садовський), Пушкіна (Олександр Пилєв). Підлогу вимощено керамічною плиткою, що імітує мозаїку, виконаною учнями Промислової школи, керівником якої на той час був Зиґмунт Ґорґолевський. Після раптової смерті Ґорґолевського 1903 року над входом до зали глядачів встановлено його барельєфний портрет, авторства Юліуша Белтовського. Під портретом — роки будівництва театру: 1897–1900. 2011 року у вестибюлі, у полі стіни між входами театру встановлено білу мармурову пам'ятну таблицю Івану Павлу II (скульптор Ярослав Скакун).

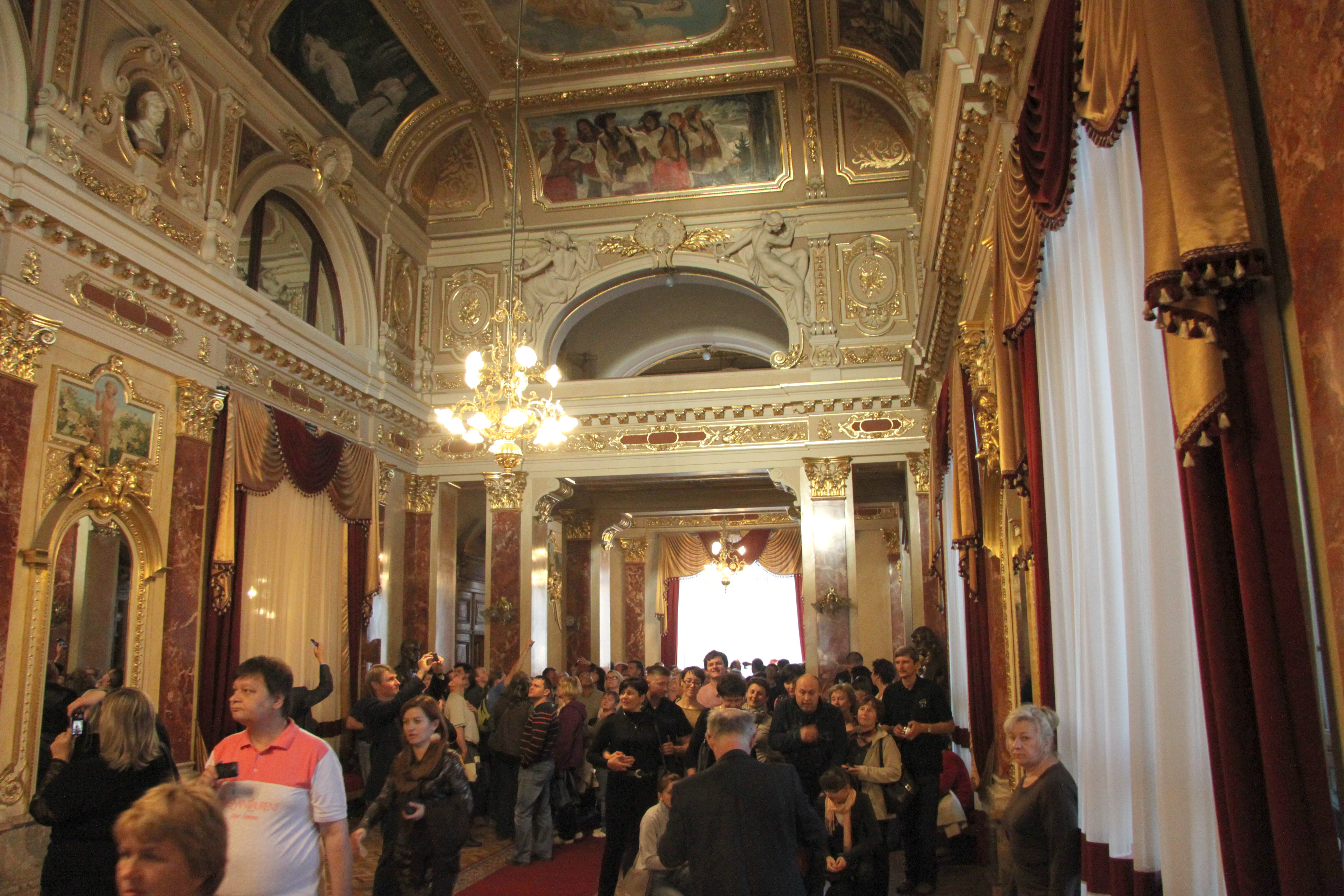
Фоє
Два входи другого поверху вестибюля провадять у фоє розмірами 7,5 на 35 м, поділене арочними проходами на два менших та одне більше центральне приміщення. На північній та південній стінах змонтовано по чотири великих дзеркала, через що фоє відоме також під назвою «Дзеркальна зала». З приміщення можна вийти на лоджію головного фасаду з видом на проспект Свободи. Над архівольтами бічних аркових проходів зали знаходяться дві алегоричні двофігурні скульптурні групи Петра Війтовича: Кохання та Ревнощі, Пиха та Материнство. У супрапортах над дзеркалами чотири алегорії пір року, виконані живописцем Марцелієм Гарасимовичем. Цей же художник виконав і символічні «Частини світу» над дзеркалами бічних частинах фоє. На стропах живописець Юліуш Зубер у видовжених форматах зобразив сцени з популярних вистав кінця XIX ст.: «Краков'яки і гуралі» та «Карпатські гуралі» (драматург Юзеф Коженьовський), «Відмова грецьких послів» (Ян Кохановський), «Балладина» (Юліуш Словацький). Станіслав Дембіцький є автором чотирьох дещо менших сюжетів на стропах — алегорії Кохання і Покори, Героїзму, Мудрості, Справедливості. На стелі знаходиться також три великих картини Дембіцького — «Поезія», «Музика», «Хореографія». Оформлення фоє відбувалось під загальним керівництвом Станіслава Дембіцького. У цьому йому допомагали Станіслав Батовський-Качор, Дамази Котовський, Валерій Крицінський. У 2000-х роках у дзеркальній залі встановлено погруддя Соломії Крушельницької, Олександра Мишуги, Модеста Менцинського, Євгена Лисика, Ярослава Вощака, виконав у бронзі Ярослав Скакун.

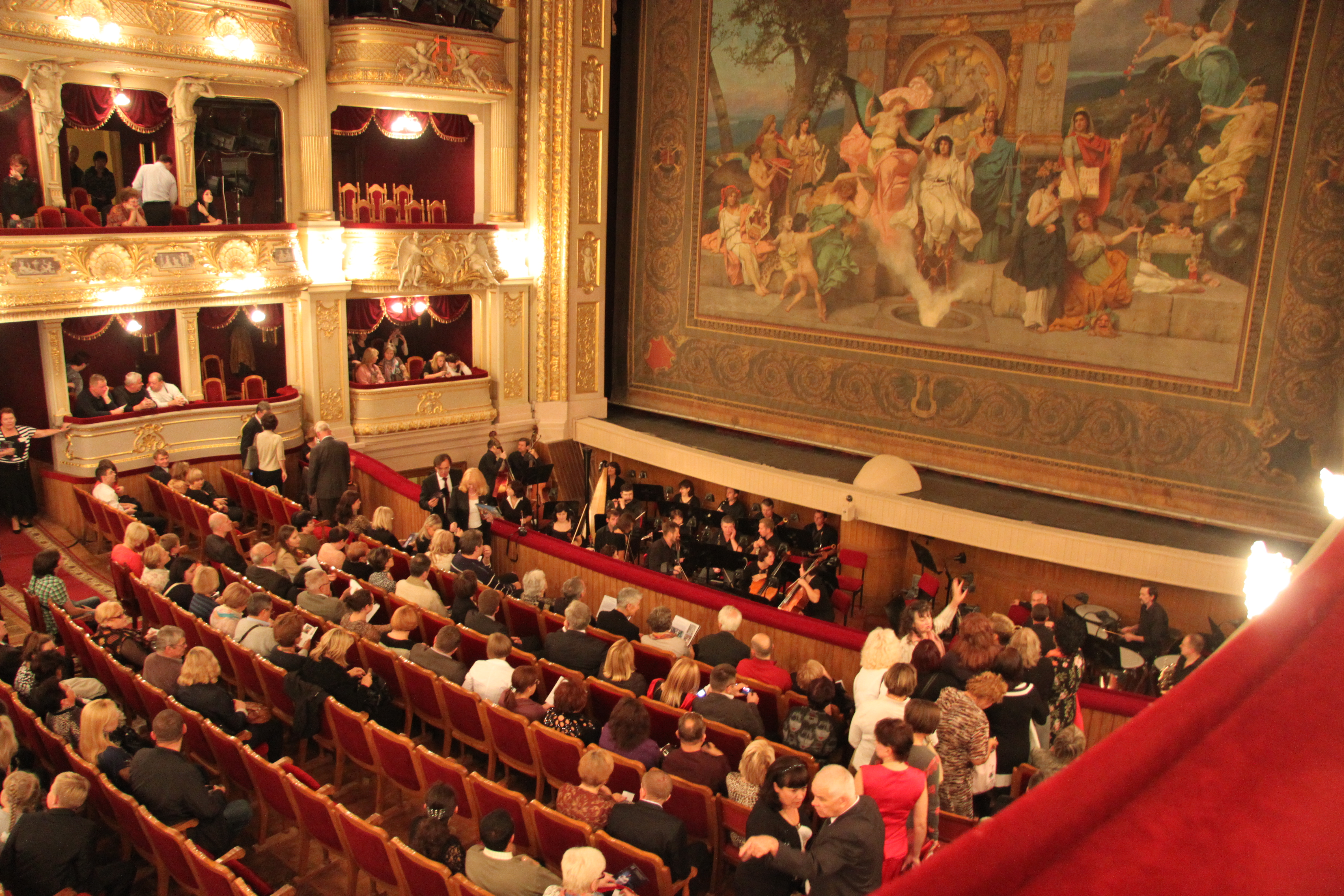
Зала глядачів
Зала глядачів чотириярусна, у плані має форму ліри. Має 44 ложі і розрахована на 1000 осіб. «Сліпих» і «глухих» місць немає. Арку сцени увінчують фігури генія і ангела з гербом Львова. Автор — Петро Війтович. Металеву протипожежну завісу, що відділяє зал від сцени, розписав Ян Дюлль. Розпис представляє краєвид Львова зі сторони Стрийського узгір'я.

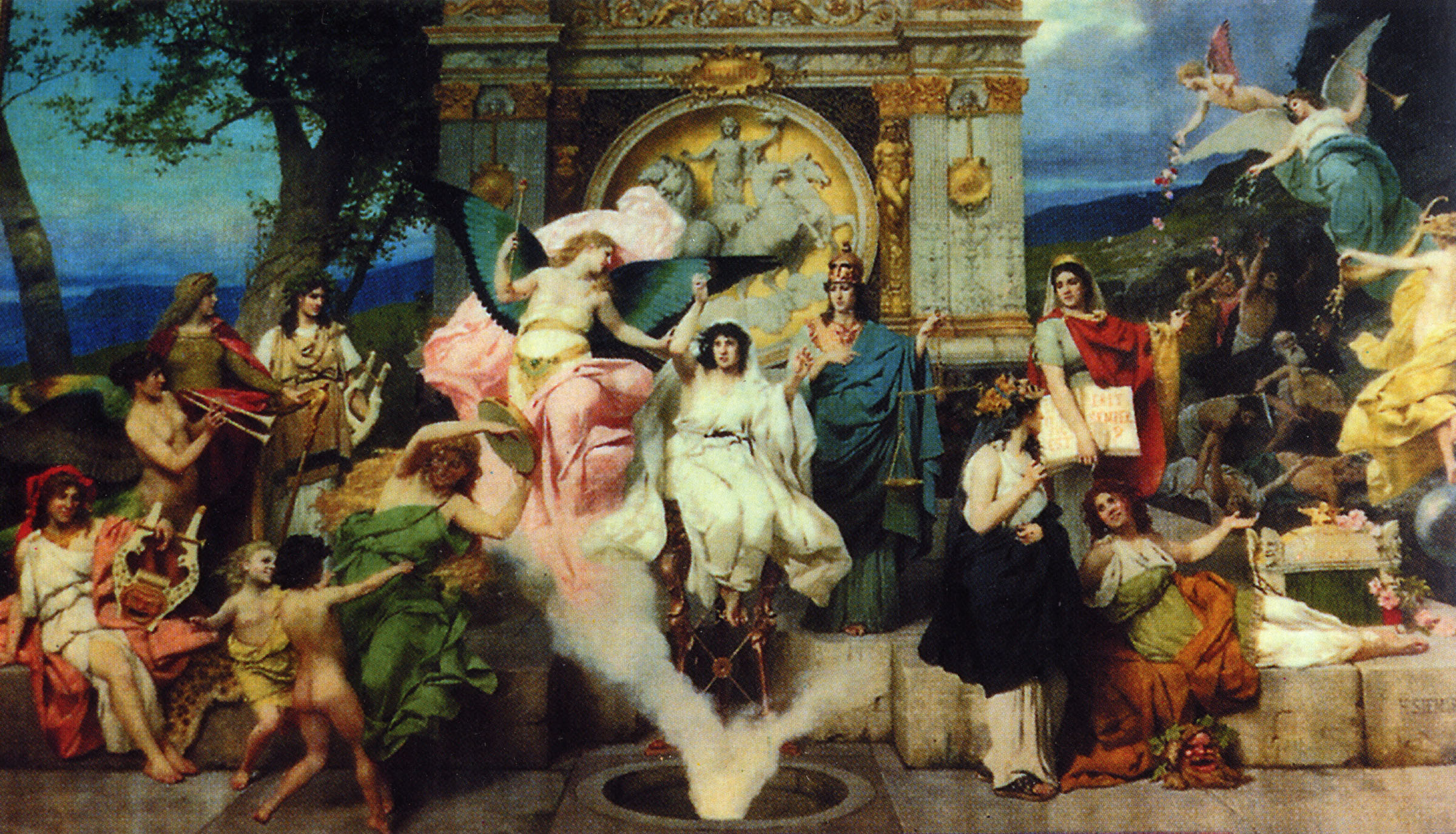
Завіса «Парнас». Художник Генрик Семирадський

Керівництво оздобленням зали глядачів здійснював Станіслав Рейхан. Його особиста робота — плафон із зображенням «Тріумфу Слави» знаходиться над оркестром. Головний круглий плафон над залом поділений на десять секторів. У кожному з них зображено алегоричні фігури: «Грація» (Едвард Печ), «Музика» (Олександр Августинович), «Танець» (Зигмунт Розвадовський), «Критика» (Тадеуш Рибковський), «Драма» (Л. Колер), «Натхнення» (Олександр Августинович), «Вакханка» (Станіслав Батовський), «Невинність» (Тадеуш Попель), «Ілюзія» (Антоній Стефанович) і «Правда» (Тадеуш Попель). Плафон також прикрашений десятьма медальйонами з портретами видатних польських акторів і актрис. Автори медальйонів — Едвард Подгурський і Петро Гарасимович.
Металеві конструкції сцени виконані на вагонній фабриці в Сяноку. Електричні світильники виконала фірма Oswald & C°.
Одна з головних прикрас театру — завіса «Парнас». Намальована у Римі польським художником Генриком Семирадським, обрамлена мереживним бордюром італійського художника Ретроссі за ескізом Семирадського. Сюжет картини — це роздуми про сенс життя і людської діяльності. Події відбуваються на горі Парнас при вівтарі Аполлона, під яким знаходиться жриця Піфія, богиня Феміда та 8 муз з атрибутами. Перед встановленням у театрі завіса експонувалась у Римі та Львові. Вперше опущена 13 січня 1901 року. При піднятті, з метою збереження цілісності живопису вона не згортається, а уміщується в спеціальний протипожежний металевий футляр. Завіса є власністю Львівської галереї мистецтв. Свого часу критичний відгук про завісу надрукувала у газеті «Słowo Polskie» письменниця Габріеля Запольська.

### Оточення
Ще на стадії обговорення ідеї, коли місце під будівництво лише обиралось, одним з основних питань було впорядкування території навколо театру, його взаємодія з навколишнім архітектурним середовищем. 1905 року існував проєкт створення пам'ятника Шевченкові перед оперним театром за проєктом Богдана Лепкого, за спонсорування Костянтина Володковича. Довго тривала справа спорудження пам'ятника Юліушу Словацькому, також не доведена до кінця. Автором мав виступити Едвард Віттіг. До 1939 року було лише обрано місце. Пам'ятник, але уже В. І. Леніну було встановлено 1952 року (скульптор Сергій Меркуров, архітектори В. Шарапенко, І. Француз), а у вересні 1990 року — демонтували. Непростим був шлях появи фонтану. Проєкт Міхала Лужецького від 1905 року, як і пізніший задум світлового фонтану 1930 року реалізовано не було. На початку 1980 років фонтан збудовано, але він так ніколи і не запрацював. На його місці влаштовано клумбу. У 2000-х роках відбулась перебудова колишнього готелю «Дніпро» на проспекті Свободи, 45 (за австрійських часів — «Нью-Йорк»), зведеного 1912 за проєктом Романа Фелінського у помірковано-неокласичних формах модерну. Було споруджено ще кілька поверхів і споруда готелю стала візуально конкурувати з головною домінантою проспекту — театром. При цьому було порушено елементарні дозвільні процедури. Висвітлення незаконного будівництва у пресі не дало результатів.
У жовтні 2020 року площу навпроти театру відбулась реконструкція [Архівовано 27 травня 2021 у Wayback Machine.] площі перед Львівським Національним Академічним театром опери та балету ім. Соломії Крушельницької. Нова площа і сухий фонтан стали подарунком жителям і гостям міста Львів від компанії «Сокар Благо».

## Відомі люди
На сцені львівської опери співали всесвітньо відомі виконавці — Олександр Бандрівський, Гелена Рушковська-Збоїнська, Ян Кепура, Яніна Королевія-Вайдова, Джемма Белінчіоні, Маттіа Баттістіні, Ада Сарі, а також українські виконавці, зокрема Олександр Мишуга, Модест Менцинський, Олександра Любич-Парахоняк, Ірена Туркевич-Мартинець, та Соломія Крушельницька, чиє ім'я тепер має театр. Серед солістів балету — Наталія Слободян, Герман Ісупов, Ірина Красногорова-Малхасянц, Петрос Малхасянц, Олександр Ярославців, Валентина Переяславець і Дарія Нижанківська-Снігурович.
Головні балетмейстери:— Микола Трегубов (1948–1958), Герман Ісупов (1976–1995), Петрос Малхасянц (1995–2002), Художній керівник балетної трупи: Ігор Храмов (2002–2019)

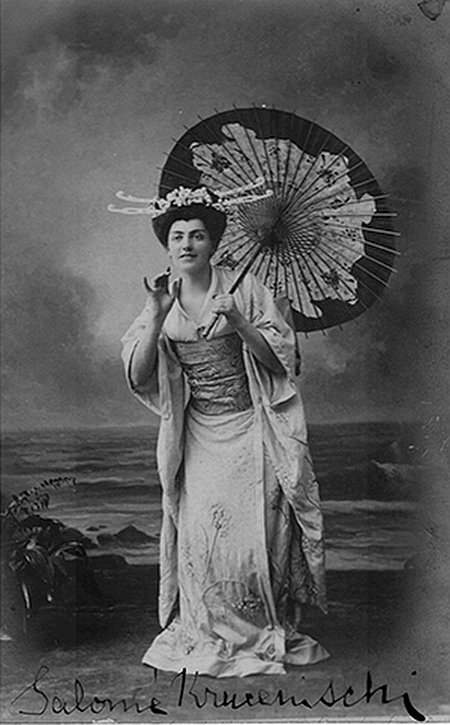
С.Крушельницька в ролі Чіо-Чіо-Сан в опері Д.Пуччіні «Мадам Баттерфляй»

За диригентським пультом оперного театру працювали відомі львівські композитори Микола Колесса і Адам Солтис.
На сьогодні до складу оперної трупи входять 44 солісти опери і 4 стажувальники, керівник оперної трупи, 5 концертмейстерів, 2 режисери, 2 помічники режисера і суфлер.
Сопрано: Олеся Бубела, Любов Качала, Мар'яна Мазур, Катерина Миколайко, Дарина Литовченко, Анна Носова, Людмила Савчук, Людмила Корсун, Анастасія Корнутяк, Тетяна Оленич, Наталія Курильців, Софія Соловій, Маріанна Цвєтінська.
Меццо-сопрано: Анастасія Поліщук, Олена Скіцько, Наталія Дацько, Лілія Нікітчук.
Тенори:  Олег Лихач, Максим Ворочек, Олександр Черевик, Віталій Войтко, Юрій Гецко,  Роман Трохимук, Михайло Малафій, Олег Садецький, Віталій Роздайгора.
Баритони: Андрій Бенюк, Орест Сидір, Віталій Загорбенський, Микола Корнутяк, Петро Радейко, Юрій Шевчук, Роман Страхов.
Баси: Володимир Дутчак, Дмитро Кокотко, Юрій Трицецький, Тарас Бережанський, Назар Павленко, Володимир Шинкаренко.
До складу балетної трупи входять 70 артистів (15 провідних солістів,15 солістів, 37 артистів, художній керівник балетної трупи, балетмейстер, 3 педагоги-репетитори, 3 концертмейстери).
Провідні солісти: Ярина Котис, Дарина Кірік, Дарія Ємельянцева, Вікторія Зварич, Наталія Пельо, Олександр Омельченко,  Арсен Марусенко, Анастасія Бондар.
Художній керівник балетної трупи — Андрій Мусорін,  репетитори балету — Ігор Храмов, Тамара Левицька, Христина Мордзік.
Диригенти: Іван Чередніченко, Мирон Юсипович, Ірина Стасишин, Юрій Бервецький.
Хормейстери: Вадим Яценко, Ірина Коваль.
Режисери: Галина Воловецька, Антон Литвинов.
Художники: Риндзак Тадей Йосифович, Риндзак Михайло Йосифович, Зінченко Оксана Кузьмівна.

## Сьогодення

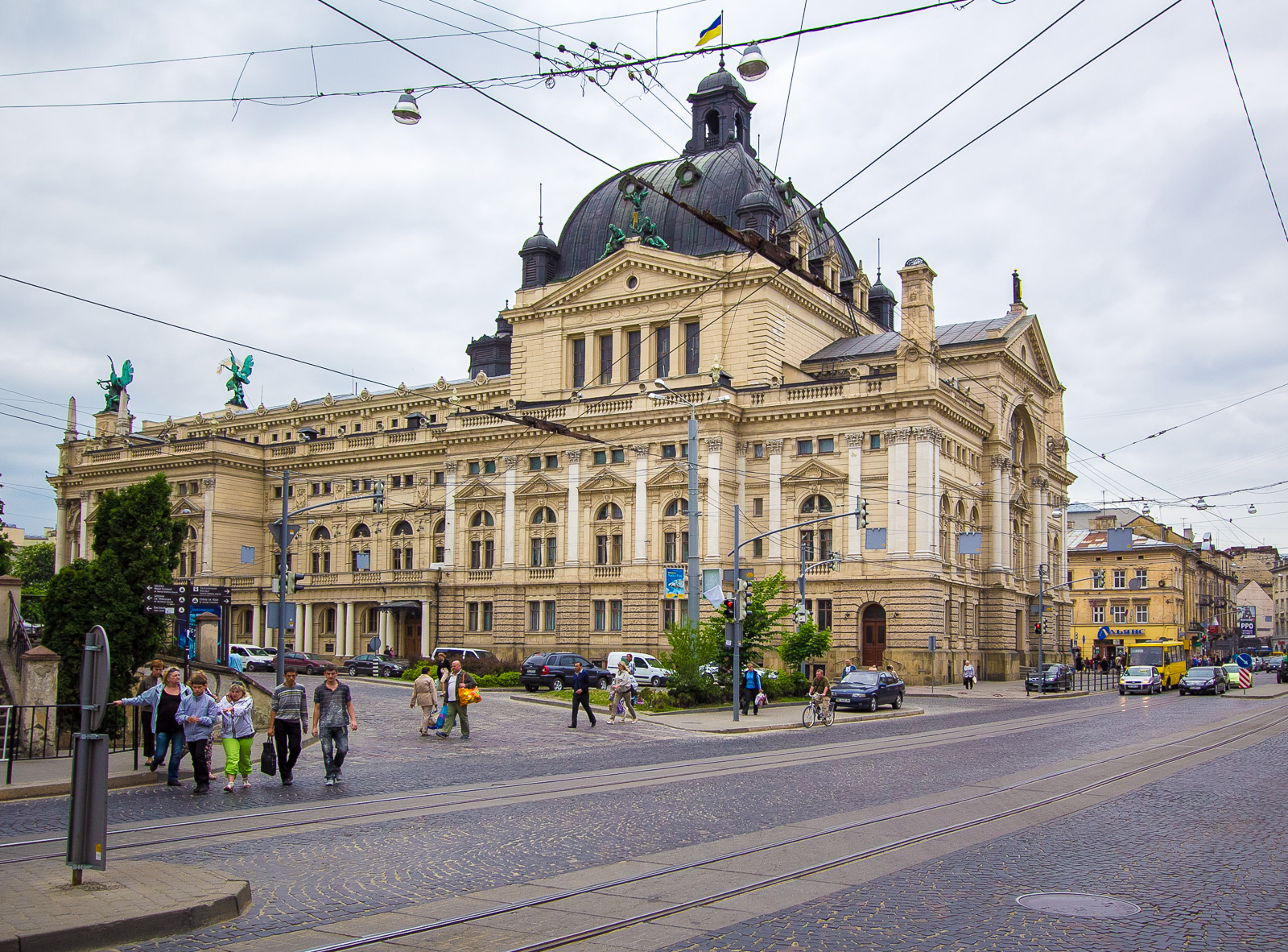
Львівська опера з північно-східної сторони

Сьогодні в оперному театрі працюють понад 45 солістів, балетна трупа (70 артистів), хор (60 артистів), симфонічний оркестр (90 музикантів). В репертуарі театру 22 опери, 3 оперети та близько 20 балетів. Всі опери йдуть мовою оригіналу (італійською, французькою, польською). Для зручності глядачів над сценою розміщене табло з рухомим рядком, що подає переклад змісту вистави українською мовою.
У театрі проводиться міжнародний фестиваль оперного мистецтва імені Соломії Крушельницької.
Серед останніх прем'єр: феєрія (фолк-опера-балет) «Коли цвіте папороть» Євгена Станковича (15 грудня 2017 року), «Дон Жуан» Моцарта (2018), «Правда під маскою» — балети Ігоря Стравінського «Пульчинелла» та «Весна священна» (2018), «Лоенгрін» Ріхарда Вагнера (2019), «Лис Микита» Івана Небесного (2020), «Турандот» Джакомо Пуччині (2020), «‎Сокіл» та «‎Алкід» Дмитра Бортнянського (2021), «Страшна помста» Євгена Станковича (2022), балет «Пізнай себе» на музику Д. Данова (2022), балет «‎Тіні забутих предків» Івана Небесного (2023), «Діалоги кармеліток» Франсіса Пуленка (2024).
Генеральний директор — художній керівник театру — Василь Вовкун.

## Галерея
- Відео театру

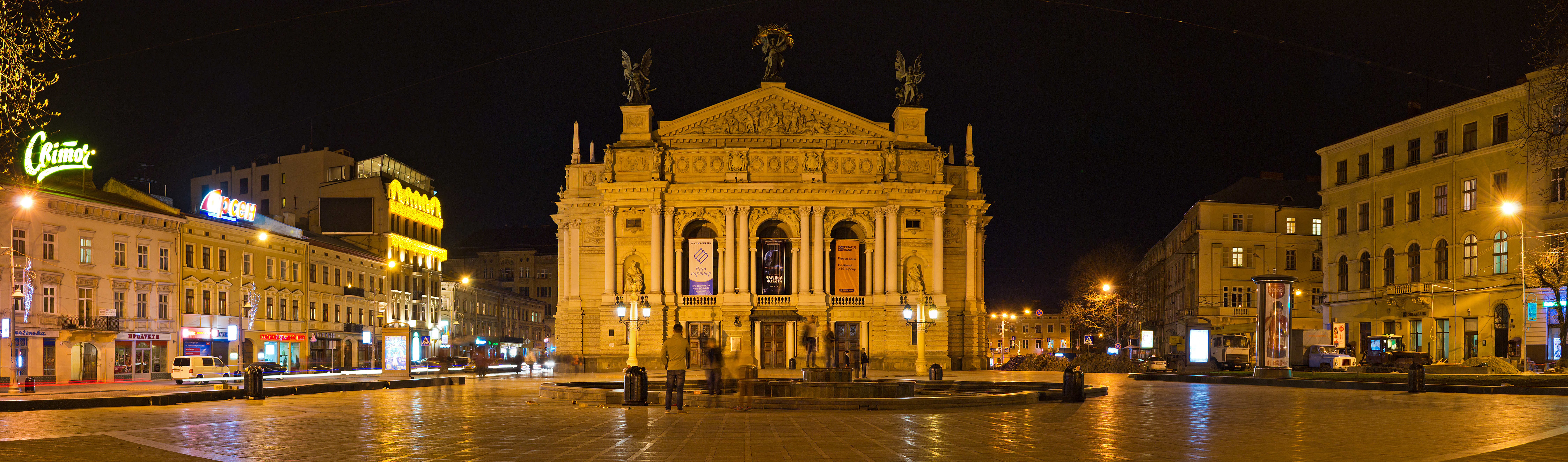
Нічна панорама